# Castillo de Sádaba

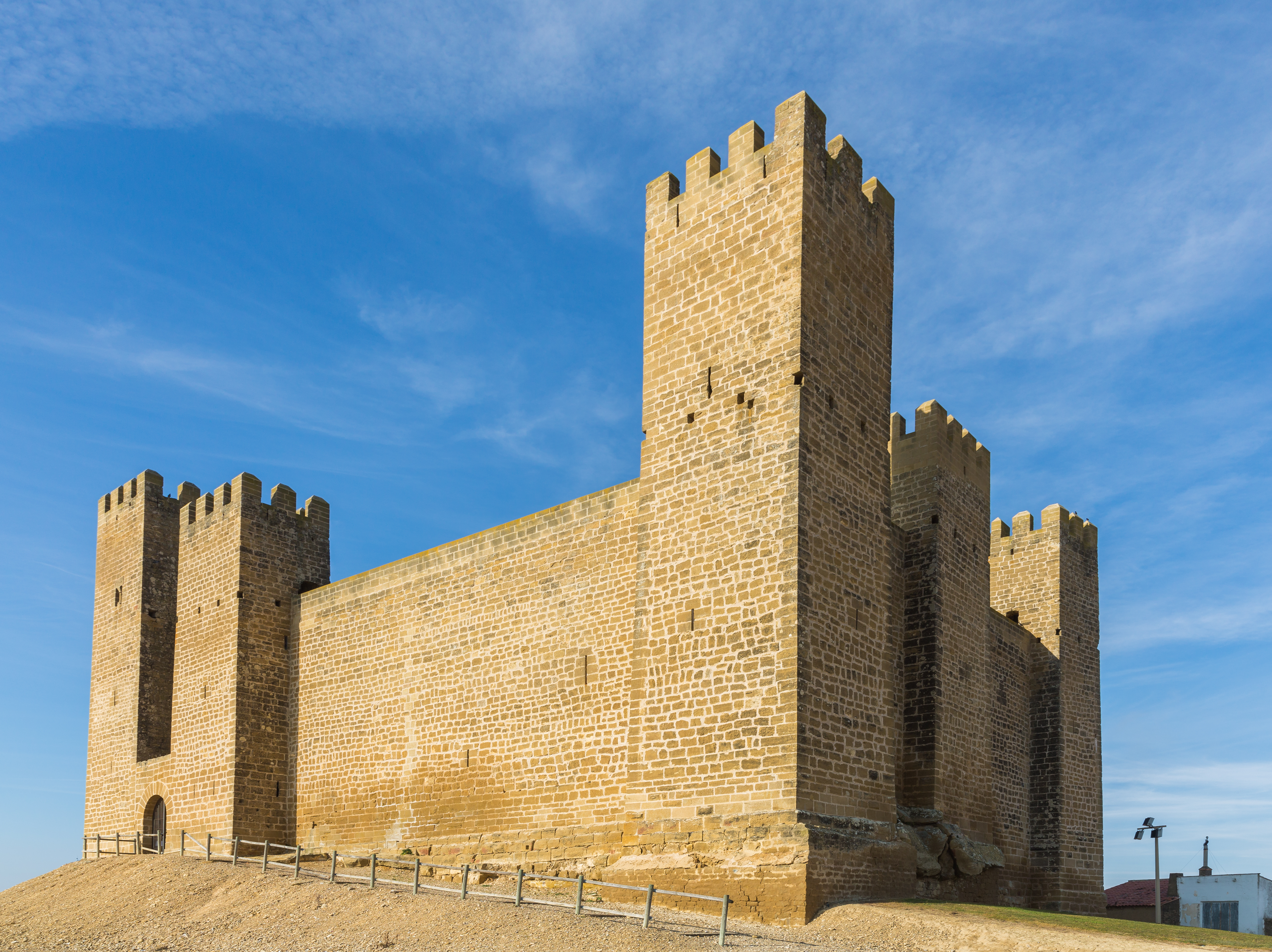
Blick auf die Südostecke der Burg von Sádaba (Januar 2015)

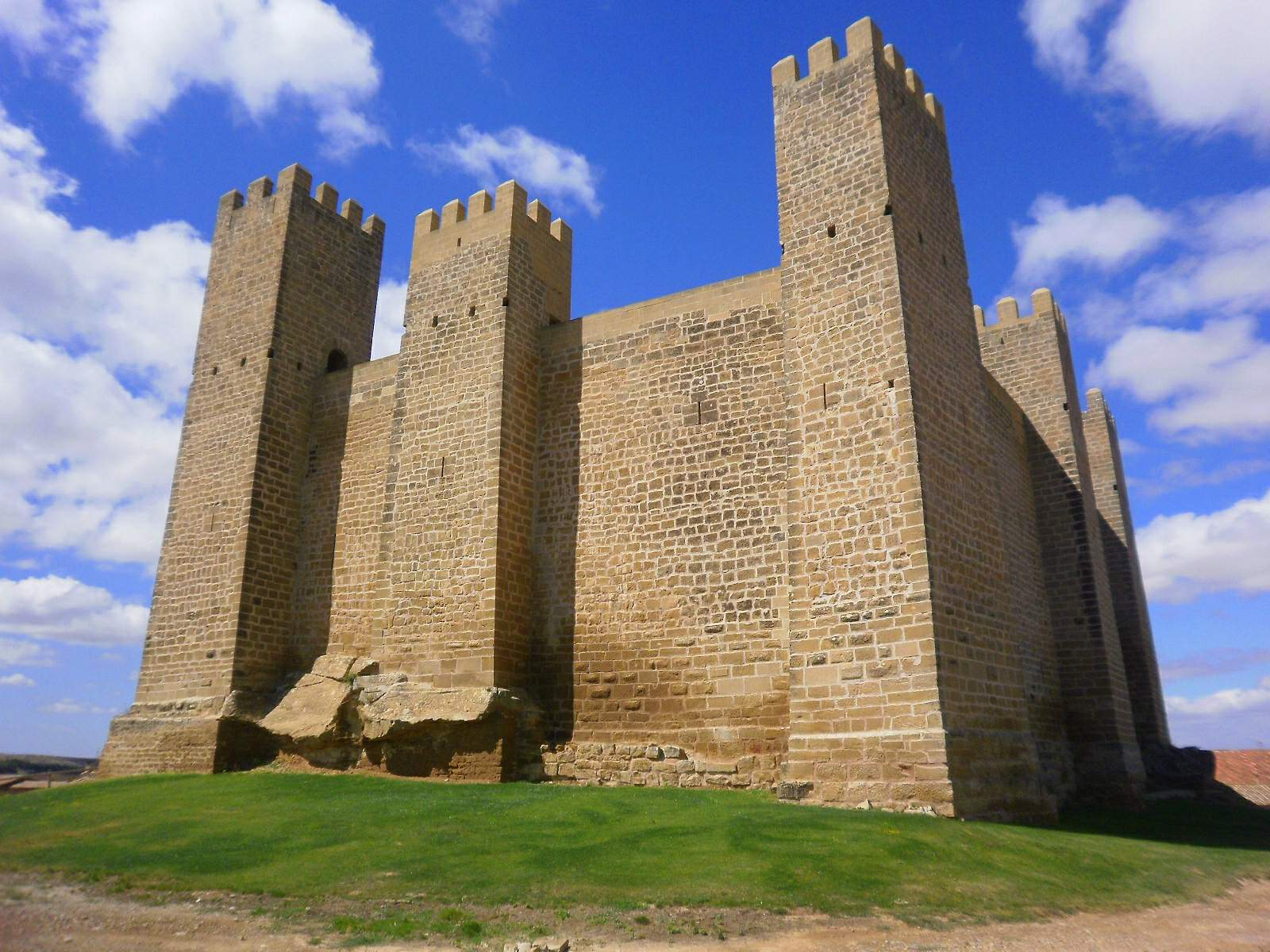
Türme der Ostseite (März 2013)

Das Castillo de Sádaba ist eine kastellartige Burg in Sádaba, einer Gemeinde in der Provinz Saragossa der Autonomen Region Aragonien in Spanien, die während der ersten Hälfte des 13. Jahrhunderts errichtet wurde. Die Burg auf einer Felsenplattform ist ein geschütztes Baudenkmal (Bien de Interés Cultural). Der Erbauer dieser Burg ist heute nicht mehr bekannt.

## Beschreibung
Die Niederungsburg liegt in der Grenzregion Cinco Villas zwischen Aragonien und Navarra. Die Mauern der Anlage erstrecken sich auf einer rechteckigen Fläche von 38 Meter an der Südseite und 30 Meter an der Westseite. Die hohen, einheitlich errichteten Mauern erinnern an die Bauweise der Zisterzienser. Die Burg besitzt sieben rechteckige Türme, die mit kleinen Zwillingsfenstern und Schießscharten versehen sind. Vier größere Türme stehen an den Ecken der Anlage, die Nord- sowie die Ostmauerseite weisen zusätzlich noch zwei kleinere Türme etwa in der Mitte auf. Das Haupttor der Burg wird vom südwestlichen Eckturm sowie von einem weiteren, etwas kleineren Turm östlich davon flankiert und war so gut geschützt. Die Türme überhöhen die Ringmauer um einige Meter und weisen noch Reste von Zinnen auf. Auf der Höhe der Ringmauer sind außen an den Türmen Reihen von Balkenlöchern erhalten, sie dienten vermutlich zum Stützen von hölzernen Hurden. Die Ringmauer ist aus unterschiedlich großen, außen geglätteten Kalksteinquadern erbaut, und trug früher ebenfalls Zinnen, von denen heute allerdings keine mehr erhalten sind. Der Haupteingang führte durch ein einfaches, rundbogiges Tor in einen kleinen nach Osten abknickenden Innenhof und durch ein weiteres Tor in den eigentlichen Hof der Burg.
Das Innere der Burg wurde von zwei Wohngebäuden an der Nord- und an der Westseite dominiert, in der Südostecke befindet sich ein Kapellenbau. Im Zentrum des Burghofes wurde eine Zisterne errichtet, die von den Dachflächen der Gebäude gespeist wurde.